# Front Unit d'Alliberament Tàmil
El Front Unit d'Alliberament Tàmil (Tamil United Liberation Front, TULF, tàmil: தமிழர் ஐக்கிய விடுதலை முன்னணி, singalès: ද්රවිඩ එක්සත් විමුක්ති පෙරමුණ) fou el nom adoptat pel Front Unit Tàmil el 1976.
El 14 de maig de 1976 el Front Unit Tàmil va aprovar l'anomenada resolució de Vaddukkodai en la qual s'afermà "... la restauració i la reconstrucció d'un estat tàmil lliure, secular i socialista basat en el dret d'autodeterminació inherent a cada nació es fa inevitable en ordre a salvaguardar l'existència de la nació tàmil en aquest país". Tot seguit el Front Unit Tàmil va passar a ser el Front Unit d'Alliberament Tàmil.
El 1977 tornà al poder a Sri Lanka el Partit de la Unitat Nacional, un poder que mantingué durant 17 anys.
El Front Unit d'Alliberament Tàmil fou declarat il·legal el 1984. Els seus dirigents van fugir a Madras, inclòs el secretari general, Amir Thalingam.
A partir de 1995 el govern va rescatar alguns líders polítics per formar partits tàmils fidels i el Front Unit d'Alliberament Tàmil encara existeix formalment sota la direcció de V. Anandasangaree. La resta dels antics dirigents són tots als Tigres d'Alliberament de Tamil Eelam.